# William G. Morgan
William G. Morgan, est un inventeur et pédagogue américain, né le 23 janvier 1870 à Lockport dans l'État de New York et mort le 27 décembre 1942 dans la même localité.
Il est le concepteur du volley-ball qui est d'abord appelé « Mintonette ».

## Carrière
William G. Morgan rencontre James Naismith, l'inventeur du basket-ball, pendant que Morgan étudie au Collège de  Springfield (Massachusetts) en 1892. Comme Naismith, Morgan fait une carrière d'éducation physique au Young Men's Christian Association. Influencé par Naismith et le basket-ball, en 1895, à Holyoke (Massachusetts), Morgan invente la  "Mintonette". Plus tard, Alfred S. Halstead observe la Mintonnette et la renomme "Volleyball" qui consiste à faire voler la balle ("to volley the ball") de l'autre côté du filet.

## Honneurs
En 1985 il devient un membre du Volleyball Hall of Fame.